# You (livro)
You é um romance do gênero thriller de Caroline Kepnes, publicado em setembro de 2014. O romance foi traduzido para 19 idiomas e adaptado para uma série de televisão com o mesmo nome. Kepnes lançou uma sequência, Hidden Bodies, em 2016.

## Sinopse
Guinevere Beck, uma aspirante a escritora, é empregada como professora assistente enquanto trabalha simultaneamente na sua tese. Quando ela entra na livraria East Village, onde Joe Goldberg trabalha, ele é instantaneamente apaixonado por ela. Beck é tudo o que Joe sempre quis: deslumbrante, resistente, inteligente e tão sexy. Beck ainda não sabe, mas é perfeita para ele, e logo não consegue resistir a seus sentimentos por um cara que parece feito sob medida para ela. Mas há mais em Goldberg do que Beck percebe, e muito mais em Beck do que sua fachada tão perfeita. Sua obsessão mútua rapidamente se transforma em um turbilhão de consequências mortais.

## Recepção
Jennifer Selway do Daily Express descreveu o suspense da narrativa: "O que você não sabe, e este conto inteligente, arrepiante e provocador te mantém pendurado pela ponta dos dedos, é exatamente o tipo de final ruim que está vindo à tona". Emma Oulton da Bustle elogiou o romance, afirmando que "é um dos livros mais inquietantes que li este ano, mas apesar de estar completamente assustada, não consegui escrever nem por um segundo".

## Adaptação televisiva
Em fevereiro de 2015, foi anunciado que Greg Berlanti e Sera Gamble desenvolveriam uma série de televisão baseada no romance para a Showtime. Dois anos mais tarde, foi anunciado que a série foi comprada pela Lifetime e colocada em desenvolvimento acelerado. You estreou em 9 de setembro de 2018. Em 26 de julho de 2018, antes da estreia da série, a Lifetime anunciou que a série havia sido renovada para uma segunda temporada.